# Marián Jarabica
Marián Jarabica (ur. 27 kwietnia 1989 w Czadcy) – słowacki piłkarz występujący na pozycji środkowego obrońcy, reprezentant Słowacji U-21.

## Kariera
Jarabica rozpoczynał karierę w barwach miejscowego klubu FK Čadca. W latach 2004–2009 był piłkarzem Dukli Bańska Bystrzyca. Następnie zdecydował się na transfer do czeskiego Dynama Czeskie Budziejowice, w którym występował przez jeden sezon. W 2010 roku został zawodnikiem Cracovii. Rok później trafił na wypożyczenie do bułgarskiego Ludogorca Razgrad, po czym wrócił do Polski.